# Cyclotyphlops deharvengi
Cyclotyphlops deharvengi là một loài rắn trong họ Typhlopidae. Loài này được In miêu tả khoa học đầu tiên năm 1994.